# Selección femenina de fútbol sub-20 de Corea del Norte
La selección femenina de fútbol sub-20 de Corea del Norte representa a la República Popular Democrática de Corea en las competiciones internacionales de fútbol, como la Copa Mundial Femenina de Fútbol Sub-20 y el Campeonato Sub-19 femenino de la AFC, así como otros torneos femeninos de fútbol sub-20 de carácter internacional. Es dirigida por la Asociación de Fútbol de Corea del Norte.

## Historial de competiciones

### Copa Mundial Femenina de Fútbol Sub-20
| Año                     | Fase             | Posición     | PJ           | PG           | PE           | PP           | GF           | GC           |
| ----------------------- | ---------------- | ------------ | ------------ | ------------ | ------------ | ------------ | ------------ | ------------ |
| Canadá 2002             | No clasificó     | No clasificó | No clasificó | No clasificó | No clasificó | No clasificó | No clasificó | No clasificó |
| Tailandia 2004          | No clasificó     | No clasificó | No clasificó | No clasificó | No clasificó | No clasificó | No clasificó | No clasificó |
| Rusia 2006              | Campeonas        | 1.°          | 6            | 6            | 0            | 0            | 18           | 1            |
| Chile 2008              | Subcampeonas     | 2.°          | 6            | 4            | 0            | 2            | 15           | 10           |
| Alemania 2010           | Cuartos de final | 7.°          | 4            | 2            | 0            | 2            | 5            | 6            |
| Japón 2012              | Cuartos de final | 5.°          | 4            | 3            | 0            | 1            | 16           | 5            |
| Canadá 2014             | Cuarto lugar     | 4.°          | 6            | 2            | 1            | 3            | 10           | 12           |
| Papúa Nueva Guinea 2016 | Campeonas        | 1.°          | 6            | 6            | 0            | 0            | 21           | 7            |
| Francia 2018            | Cuartos de final | 7.°          | 4            | 2            | 0            | 2            | 5            | 6            |
| Costa Rica 2022         | Se retiró        | Se retiró    | Se retiró    | Se retiró    | Se retiró    | Se retiró    | Se retiró    | Se retiró    |
| Colombia 2024           | Campeonas        | 1.°          | 7            | 7            | 0            | 0            | 25           | 4            |
| Polonia 2026            | Por definir      | Por definir  | Por definir  | Por definir  | Por definir  | Por definir  | Por definir  | Por definir  |
| Total                   | 8/11             | 3.°          | 43           | 32           | 1            | 10           | 115          | 51           |

### Campeonato Sub-20 Femenino de la AFC
| Anfitrión / Año | Resultado     | PJ | PG | PE | PP | GC  | GR |
| --------------- | ------------- | -- | -- | -- | -- | --- | -- |
| 2002            | Cuarto lugar  | 5  | 3  | 1  | 1  | 20  | 5  |
| 2004            | Tercer lugar  | 6  | 5  | 1  | 0  | 51  | 1  |
| 2006            | Segundo lugar | 5  | 3  | 0  | 2  | 20  | 7  |
| 2007            | Campeonas     | 5  | 5  | 0  | 0  | 13  | 3  |
| 2009            | Tercer lugar  | 5  | 4  | 0  | 1  | 14  | 1  |
| 2011            | Segundo lugar | 5  | 4  | 0  | 1  | 13  | 3  |
| 2013            | Segundo lugar | 5  | 3  | 1  | 1  | 10  | 4  |
| 2015            | Segundo lugar | 5  | 4  | 1  | 0  | 17  | 0  |
| 2017            | Segundo lugar | 5  | 4  | 1  | 0  | 16  | 1  |
| 2019            | Segundo lugar | 5  | 4  | 0  | 1  | 15  | 5  |
| 2024            | Campeonas     | 5  | 4  | 1  | 0  | 13  | 2  |
| Total           | 11/11         | 56 | 43 | 5  | 8  | 202 | 32 |

## Palmarés
| Copa Mundial Femenina Sub-20         | 3 (2006, 2016 y 2024) | 1 (2008)                  | -                         | -                         |                           |
| Campeonato Femenino de la AFC Sub-20 | 2 (2007 y 2024)       | 6                         | 2                         | 1 (2002)                  |                           |
| Total                                | 5 títulos             | Selección Femenina Sub-20 | Selección Femenina Sub-20 | Selección Femenina Sub-20 | Selección Femenina Sub-20 |